# Castelo Kinneddar

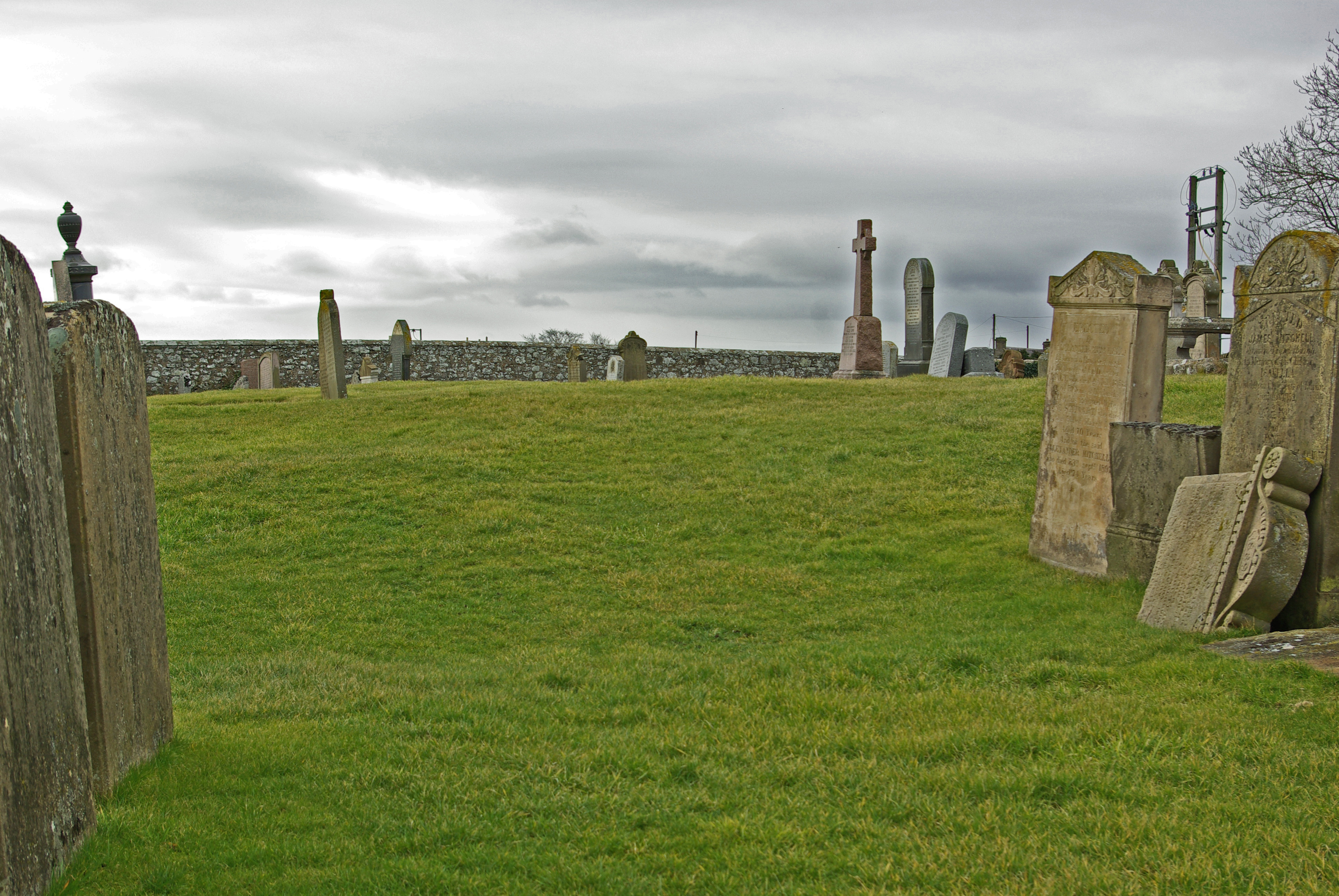
Local provável do Castelo Kinneddar, Escócia

O Castelo Kinneddar ou Bishop's Palace foi um castelo do século XII localizado em Drainie, Moray, Escócia.

## História
Foi a residência dos Bispos de Moray entre 1187 e 1203. O bispo Richard esteve no castelo e em 1280, o bispo Archibald efetuou um aumento ou reforço da estrutura.
Em 1936 realizaram-se escavações no local, tendo encontrado as fundações da torre e das muralhas.
Em setembro de 1995, noutras escavações foram encontradas vestigios de silte, barro, carvão vegetal, ossos de animal, fragmentos de ferro e cerâmica medieval.
Atualmente não resta nada da estrutura, apenas se sabe a localização do mesmo.